# معركة الأمازون

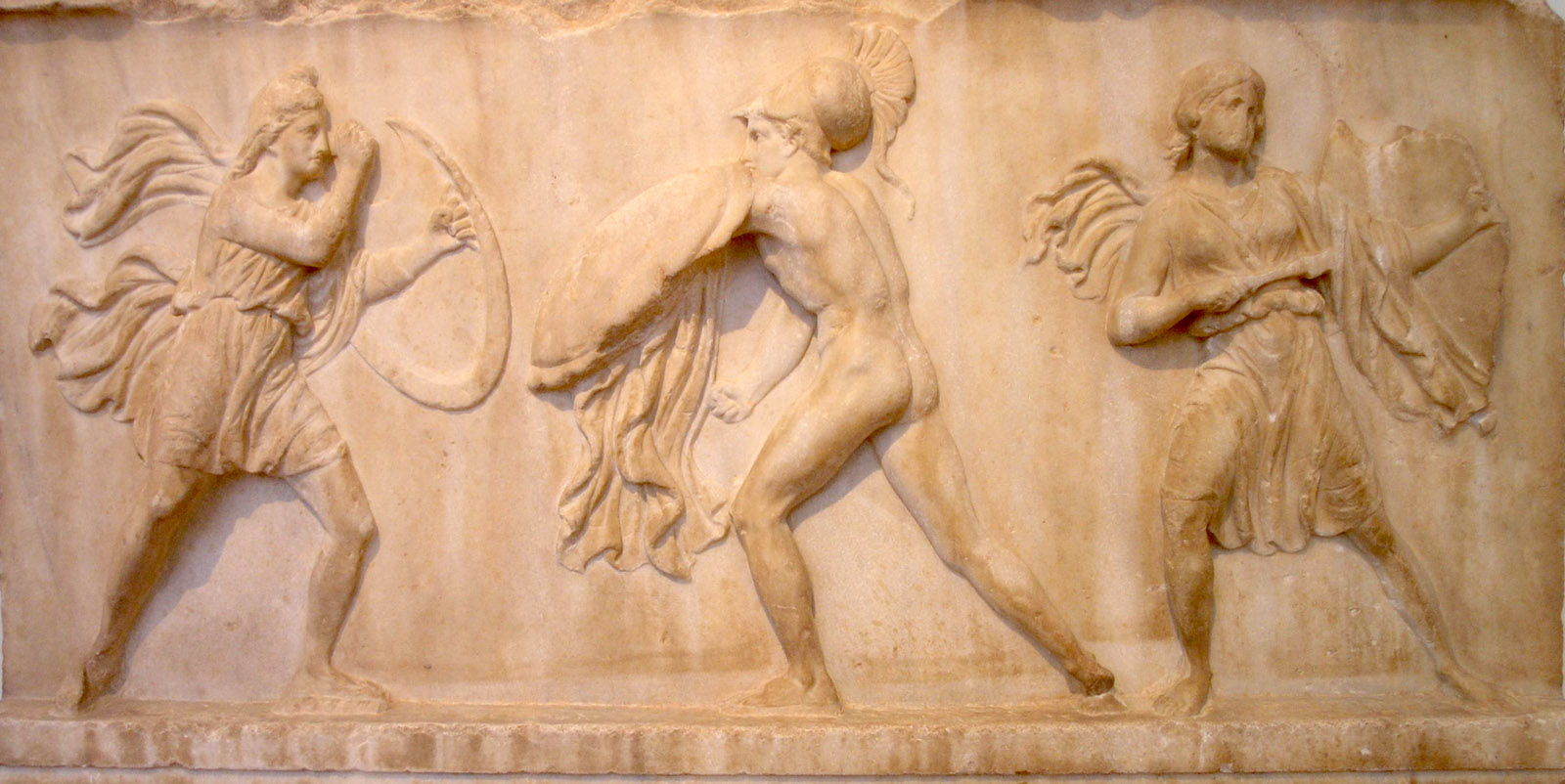

في الأساطير الإغريقية، الأمازنونوماكي (الترجمة العربية: «معركة الأمازون»، وجمعها أمازونوماكياي (بالإغريقية القديمة: Ἀμαζονομαχίαι) أي معارك الأمازون، وهي معركة من عدة معارك أسطورية بين الإغريقيين القدماء والأمازونيات، وهي أمّة كلّها محاربات نساء. كان كثير من الأساطير المرسومة يصور عمل هرقل التاسع، الذي كان استرجاع حزام هيبوليتا ملكة الأمازونيات، ويصور اختطاف ثيسيوس لهيبوليتا (أو أنتيوب)، إذ ادّعى أنها زوجته، وهو ما أدى إلى الحرب الأتيكية (أو الأثينية). وصور مشهد شهير آخر معركة آخيل التي انتصر فيها على بنثيسيليا في حرب طروادة.
يشيع هذا الموضع في الفن الإغريقي القديم والفن الروماني.

## رمزية معركة الأمازون
تمثل معركة الأمازون المثال الإغريقي للتحضر. إذ صوّر الفن الإغريقي الأمازونيات على أنهن عِرق بربري سمج، أما الإغريق فهم عرق متحضر يتقدم إنسانيًّا. على حسب رأي برونو سنل في معركة الأمازون.
عند الإغريق، بقيت معركة تيتان والمعركة ضد العمالقة رمزَيْن للدلالة على انتصار عالمهم على عالم آخر غريب، وإلى جانب هذا معاركهم مع الأمازونيات وقنطور التي أشاروا فيها إلى غزو الإغريق لكل شيء بربري، ولكل شيء وحشي وفظّ.
يرى آخرون أن معركة الأمازون كانت دلالة على صعود النسوية في الحضارة الإغريقية. في كتاب كوينتس سميرنايوس سقوط طروادة، اقتبس عن بنثيسيسليا، وهي ملكة أمازونية، حاربت إلى جانب الطرواديين في حرب طروادة، وقالت:
لا بالقوة نحن أضعف من الرجال، ولا بالعينين، أجسامنا متماثلة، ونرى نورًا واحدًا، ونتنفس هواءً واحدًا، وطعامنا كطعامهم. فما الذي حرمتناه السماء وأعطته للرجال؟
في رأي جوسين بلوك، تقدم معركة الأمازون سياقين مختلفين يعرّفان البطل الإغريقي. إما أن الأمازونيات كُنّ أهل كوارث فكان لا بد من أن يخلص البطل بلده منهن، وإما أنهن تعبير عن فكرة أتيس، التي يترك فيها البطل الرغبة الجنسية الإنسانية في الزواج والمتعة.
في القرن الخامس، بدأت الإمبراطورية الأخمينية الفارسية سلسلة من الغارات ضد قدماء الإغريق. لذا، يعتقد بعض العلماء أن معظم الفن الإغريقي في القرن الخامس عشر، يصور الفُرس تصويرًا مجازيًّا، باستعمال شخصية قنطور والأمازونيات.

## في الفن
طالما كانت الحرب موضوعًا شائعًا في الأدب الإغريقي القديم، تمثله مشاهد ضخمة منحوتة على جدران المعابد وتمثله جِرار إغريقية لا تُحصى أيضًا. وبالعموم كانت المعارك الخيالية والأسطورية مفضلة عند الفنانين من المعارك التاريخية الكثيرة المتاحة. وإلى جانب مشاهد من هومر والجيغانتوماكي، وهي معركة بين العمالقة والآلهة الأولمبية، كانت معركة الأمازون خيارًا شائعًا.
ثم في الأدب الروماني، كانت العادة أن تنقش على جوانب التوابيت الرومانية المتأخرة نقوشٌ متقنة من المعارك. ظهرت مشاهد من معارك أيضًا في الفسيفساء. تزايدت مجموعة قليلة من التصويرات القروسطية في عصر النهضة، لا سيما في الفترة الباروكية.

### المنحوتات الغربية في البارثينيون
يُقال إن كالاميس، وهو نحّات إغريقي، صمم منحوتات البارثينيون الغربية، وهو معبد في الأكروبول الأثيني، وهو مخصص للإلهة الإغريقية أثينا. تصور المنحوتات الغربية في البارثينيون معركة بين الإغريق والأماوزنيات. ومع أن المنحوتات مطموسة ومشوهة، فإن العلماء بالعموم يؤكدون أن المشهد يمثل اجتياح الأمازونيات لأتيكا.

### درع أثينا بارثينيوس
درع أثينا بارثينيوس، الذي نحته فيدياس، يصور أمازونية سقطت في معركة. كانت أثينا بارثينيوس منحوتة ضخمة من الذهب لأثينا، وهي الصنم الرئيس في البارثينيون في أثينا، وهو مفقود الآن، ولكنه معروف من أوصافه التي وردت ومن نسخه الصغيرة القديمة.

### باساي فريز في معبد أبولو
تحوي الباساي فريز في معبد أبولو مجموعة من الألواح التي تصور معركة الأمازونيات في طروادة ومعركة الأمازونيات الهرقلية. تمتد معركة الأمازونيات الطروادية ثلاثة ألواح، وتظهر موت بنثيسيليا بين أيدي آخيل. أما المعركة الهرقلية فتمتد ثمانية ألواح وتصور صراع هرقل لحيازة حزام الملكة الأمازونية هيبوليتا.